# Zettabit
Un zettabit és una unitat d'informació d'emmagatzemament a la computadora, normalment abreujada com Zbit o de vegades Zb.
1 zettabit = 1021 bits = 1,000,000,000,000,000,000,000 bits.